# 精神健康急救
精神健康急救概念源自澳洲，由澳洲國立大學精神研究中心的兩位專家貝蒂·基奇納及安東尼·喬姆發展及推廣，其理念與一般急救相似，目的是受精神困擾者在得到正式治療前，提供相關的支援行動。